# NGC 6744
NGC 6744 (nota anche come C 101) è una galassia a spirale barrata nella costellazione del Pavone.
È una galassia di dimensioni apparenti relativamente notevoli; si dispone quasi di faccia verso la nostra Galassia, cosicché si mostra ben evidente la sua struttura a spirale, un nucleo allungato che tradisce in realtà la "barra" tipica delle spirali barrate, su cui si avvolgono stretti i quattro bracci di spirale. È un bell'oggetto con un telescopio da 200mm; un binocolo invece è sufficiente appena per notare la sua presenza nel cielo australe. Dista dalla Via Lattea 22 milioni di anni-luce. Vi sono state scoperte 2 supernovae finora: SN 2005 at e SN 2024vjm.